# Marcin Skaławski
Marcin Skaławski herbu Nałęcz – skarbnik poznański w latach 1703–1743.
Konsyliarz konfederacji średzkiej 1703 roku województw poznańskiego i kaliskiego.